# Illegaler Nationalsozialist
Die Bezeichnung illegaler Nationalsozialist bezieht sich auf Personen in Österreich, die zwischen 1933 und 1938, in der Zeit der Ersten Republik, Aktivitäten für die Nationalsozialistische Deutsche Arbeiterpartei (NSDAP-Hitlerbewegung) ausführten oder ihr beitraten, obwohl die Partei durch einen Erlass des Bundeskanzlers Engelbert Dollfuß am 19. Juni 1933 verboten worden war. Dieses Verbot blieb bis zum Anschluss Österreichs an das Deutsche Reich am 12. März 1938 in Kraft („Verbotszeit“). Diejenigen, die sich in dieser Zeit dennoch für die NSDAP engagierten oder ihr über Untergrundzellen beitraten, galten als „Illegale“.

## Historischer Kontext
Die NSDAP, die in Deutschland bereits seit 31. Jänner 1933 an der Macht war, wurde in Österreich einige Monate nach der Ausschaltung des Nationalrates am 4. März 1933 durch Bundeskanzler Engelbert Dollfuß per Erlass verboten. Das Verbot markierte den Beginn einer Phase, in der Unterstützer der Partei in Österreich ihre Aktivitäten im Geheimen fortsetzten. Strafen für Illegale waren zum Teil beträchtlich, da die eigens geschaffenen „Anhaltegesetze“ und „Anhaltelager“ für alle Gegner des austrofaschistischen Ständestaates, inklusive der Illegalen, erlassen bzw. geschaffen wurden.

## Phaseneinteilung und Status als Illegaler
Laut dem Historiker Gerhard Botz lassen sich drei Phasen von NSDAP-Beitritten in Österreich vor 1939 unterscheiden:
1. „Alte Kämpfer“: Personen, die der NSDAP, SA, SS oder anderen Nazi-Gruppen vor dem Verbot am 19. Juni 1933 beitraten
2. Illegale Nationalsozialisten: Jene, die zwischen dem 19. Juni 1933 und dem 11. März 1938 der NSDAP beitraten und als „Illegale Nationalsozialisten“ im engeren Sinne
3. Nach dem Anschluss: Personen, die nach dem 12. März 1938 offiziell der NSDAP oder anderen NS-Vereinigungen beitraten

Historiker stellten fest, dass in der Praxis jeder Aktive vor dem 12. März 1938 als „Illegaler“ bezeichnet wird, auch weil alle Parteimitglieder in Österreich vor dem Anschluss nachträglich mit dem symbolischen Datum „1. Mai 1938“ in die NSDAP neu aufgenommen wurden. 
Die Illegalen waren bis in die frühen 2000er wenig erforscht.
Probleme bei der Abwägung, ob jemand Illegaler war oder nicht, sind der fließende Übergang zwischen den in vielen Gesellschaftsbereichen vor 1938 weit verbreiteten deutsch-national und völkischen Einstellungen, die unvollständige Aktenlage und die Nachkriegsversuche der Beteiligten, ihre NS-Affiliierung abzuschütteln. 
So zum Beispiel gilt Hans Asperger derzeit nicht als Illegaler, obwohl er in der NS-Zeit unter dem Illegalen Franz Hamburger Karriere gemacht hat und von NS-Stellen mehrmals politische und gesinnungsmäßige Linientreue attestiert wurde. Franz Chvostek junior ist ebenfalls nach derzeitigem Stand der Forschung nie in die Partei eingetreten, war jedoch ideologischer Vorreiter und Leiter einer im Volksmund bekannten "Hakenkreuzlerklinik", die nur Nazi-Ärzte einstellte und jüdische Ärzte entließ, was ihm zu einem Illegalen im Kernsinn als Kämpfer für die NSDAP macht. Andere wiederum verwendeten Aktenlauffehler und mehrmalige Ansuchen auf Parteimitgliedschaft und zwischenzeitliche Rückstellungen von Ansuchen nach dem Krieg als Beweis, keine Illegalen gewesen zu sein, anfangs oft erfolgreich, (z. B. Eberhard Kranzmayer, Otto Höfler). Wieder andere waren erfolgreich, ihre frühen Parteimitgliedschaften gänzlich zu verbergen (z. B. Franz Antel, Heinrich Gross, Konrad Lorenz).

## Zahlen und soziale Zusammensetzung
Von Österreichs 700.000 Parteimitgliedern der NSDAP wurden nach Kriegsende 540.000 registriert. Zirka 100.000 davon galten als Illegale. Es wird derzeit angenommen, dass der Anteil der Mitglieder, die erst nachträglich als „illegal“ eingestuft wurden, bei etwa 30.000 bzw. 40 % der zum 1. Mai 1938 Aufgenommenen liegen könnte. Mit einer Gesamtzahl von 167.300 NSDAP-Beitritten in Österreich bis März 1938 gab es zwischen 30.000 und 43.000 Mitglieder, die nachträglich das Attribut „illegal“ erhielten. Oft wird in Historikerkreisen daher von der Zahl von 100.000 Illegalen vor 1938 gesprochen. Eine Untersuchung der sozialen Komposition dieser Gruppe zeigt eine diverse Zusammensetzung, mit einem signifikanten Anstieg des Frauenanteils von 12 Prozent im Jahr 1933 auf 28 Prozent bis Mai 1938. Das Erkennungszeichen der Illegalen war (neben langen, weißen Stutzen in der Zwischenkriegszeit) vor allem die blaue Kornblume, die an den Revers gesteckt wurde und auch in der Zweiten Republik zu mehreren Skandalen geführt hat.
Die Mitgliedsnummern können als erstes Indiz gelten. Jene im Bereich der 6 Millionen, oft aber nicht immer mit dem normierten Beitrittsdatum für Österreichs Illegale von 1. Mai 1938, sind in der Regel die von ideologisch motivierten Überzeugungstätern. Als Beispiele können die Universitätslehrer Otto Höfler, Eberhard Kranzmayer oder Viktor Christian angeführt werden. Auch besonders niedrige Nummern, im Bereich einer Million, bezeichnen Fanatiker, da sie vor der illegalen Zeit beitraten, z. B. Herbert von Karajan, Herbert Koller, Richard Wolfram oder Fritz Zweigelt.

## Nachkriegszeit
In der Nachkriegszeit in Österreich waren für die Gruppe der Illegalen die schwersten Sühne-Strafen vorgesehen. Von den 536.000 in Österreich 1946 registrierten „Ehemaligen“ wurden 164.300 als illegal eingestuft. Diese Zahlen unterstreichen die Bedeutung der Illegalen als zentralen Kern der nationalsozialistischen Bewegung in Österreich während der Verbotszeit.

## Bekannte ehemalige Illegale
Einige Illegale konnten nach dem abgeschwächten Verbotsgesetz von 1947 in der Zweiten Republik wieder Fuß fassen und das geistige Leben Österreichs zumindest bis zur Waldheim-Affäre wesentlich beeinflussen. Einige Illegale wurden mit hohen Ehrungen bedacht, wie aus der nachfolgenden Liste ersichtlich ist (Eberhard Clar, Herbert von Karajan, Eberhard Kranzmayer). Wichtig für die Betrachtung der ehemaligen Illegalen nach 1945 ist die Tatsache, dass auch in der Zweiten Republik ein Beitritt oder die Zugehörigkeit zu einer der Organisationen des NS-Staates zwischen dem 19. Juni 1933 und dem 12. März 1938 „auch nach der Befreiung vom Nationalsozialismus 1945 als ‚Hochverrat‘ galt“, vor dem nur eine Einstufung als „Minderbelasteter“ retten konnte (eine unrechtmäßige Einstufung, da Illegale von dieser geringsten Stufe der NS-Kollaboration ausgeschlossen waren). Das erklärt den Aufwand einiger bekannter Belasteter (z. B. Erich Frauwallner, Otto Höfler, Herbert von Karajan, Eberhard Kranzmayer, Richard Wolfram), ihre „Unschuld“ durch Falschaussagen und Gefälligkeitsgutachten vor den österreichischen Behörden zu erreichen. Anderen hingegen gelang es, ihre Rolle im NS-Staat fast gänzlich geheim zu halten (z. B. Franz Antel, Heinrich Gross, Heinrich Harrer, Herbert Koller). Zu beachten ist auch, dass es für den Status als "Illegaler" in der Regel unerheblich ist, ob jemand zur Verbotszeit ausgetreten ist, dann aber nach 1938 wieder für die NSDAP aktiv war (wie z. B. Rudolf Gunz). Nicht politisch sehr Exponierte konnten deren Entregistrierung dagegen leicht erreichen, wie der spätere Gymnasiallehrer am Bundesgymnasium Krems Richard Nadler. In äußerst seltenen Fällen wandten sich Illegale von deren deutschnationalen Gesinnung vor 1945 ab (ein Beispiel ist der Priester Roman Karl Scholz).
- Othenio Abel (Universitätsprofessor, Rektor der Uni Wien)
- Ferdinand Andri (akademischer Maler)
- Franz Antel (Filmregisseur)
- Otto Antonius (Zoodirektor)
- Karl Bandion (ÖVP-Politiker)
- Johann Biringer (Salzburger Polizeipräsident)[19]
- Walther Birkmayer (Universitätsprofessor)
- Taras Borodajkewycz (Universitätsprofessor)
- Lorenz Böhler (Mediziner)
- Anton Böhm (Katholischer Journalist)
- Franz Chvostek junior (Uniklinik-Leiter, Mediziner)
- Viktor Christian (Universitätsprofessor, Dekan und Rektor)
- Eberhard Clar (Universitätsprofessor)
- Wilhelm Dachauer (Bildender Künstler)
- Heimito von Doderer (Schriftsteller)
- Hans Eppinger junior (Mediziner, Universitätsprofessor)
- Hans Fischböck (Arisierungsleiter in der Ostmark)
- Rudolf Heinz Fischer (ÖVP-Politiker)
- Wilhelm Frass (Bildhauer)
- Othmar Michael Friedrich (Universitätsprofessor)[20]
- Erich Frauwallner (Universititätsprofessor)
- Robert Fuchs (Maler)
- Odilo Globocnik (Gauleiter, Kriegsverbrecher)
- Heinrich Gross (Mediziner)
- Rudolf Gunz (Bürgermeister von Hard)
- Robert Haider (Vater von Jörg Haider, Gründungsmitglied der FPÖ)[21]
- Franz Hamburger (Uniklinik-Leiter)
- Heinrich Harrer (Bergsteiger, Autor)
- Hermann Höfle (Leiter der Vernichtungsaktion „Reinhardt“)
- Otto Höfler (Universitätsprofessor)
- Wilhelm Höttl (SS-Funktionär, Mittelschuldirektor)
- Ludwig Franz Jedlicka (Universitätsprofessor)
- Erwin Jekelius (Euthanasietötungsarzt, Verlobter von Paula Hitler)
- Mirko Jelusich (Theaterdirektor)
- Reinhard Kamitz (Finanzminister 1952–1960, Nationalbankpräsident)
- Herbert von Karajan (Musiker)
- Fritz Knoll (Botaniker, Rektor der Uni Wien)
- Kurt Knoll (Linguist) (Universitätsprofessor)
- Herbert Koller (VÖEST-Vorsitzender)
- Thomas Kozich (Leiter von Wiener Wohnen)
- Herbert Koziol (Universitätsprofessor)
- Hans Krenek (Klinischer Psychologe)
- Heinrich Kunnert (SPÖ-Funktionär, Universitätslehrer)
- Eberhard Kranzmayer (Universitätsprofessor)
- Josef Leopold (Gauleiter)
- Karl Loidl († 1945; Bürgermeister von Attnang-Puchheim)[22]
- Konrad Lorenz (Universitätsprofessor, Nobelpreisträger)
- Leopold Mayer (Universitätsprofessor)
- Erich Marckhl (Musiker)
- Kajetan Mühlmann (Kunstgeschichtler)
- Josef Muralter (Leiter eines Teils des Südostwalls, Kriegsendzeitverbrecher)[23]
- Eduard Pernkopf (Universitätsprofessor, Rektor der Uni Wien)
- Gertrud Pesendorfer (Trachtenbeauftragte, Museumsdirektorin)
- Alexander Popp (Architekt)
- Tobias Portschy (illegaler Gauleiter Burgenland, Elektronikgroßhändler)
- Anton Reinthaller (FPÖ-Gründungsparteichef)
- Ernst Reisch (Kitzbüheler Hotelier)[24]
- Franz Resl (Dichter)
- Andreas Rett (Mediziner)
- Oskar Sima (Schauspieler)
- Rudolf Sallinger (ÖVP-Politiker)
- Alfred Schachner-Blazizek (SPÖ-Politiker)
- Hans Schmid (Komponist)
- Roman Karl Scholz (Widerstandskämpfer gegen die Nazis, Priester)
- Friedrich Schreyvogel (Schriftsteller)
- Karl Solhardt (ehemaliger Bürgermeister von Bregenz)
- Karl Springenschmid (Schriftsteller, Organisator der Salzburger Bücherverbrennung)
- Reinhard Spitzy (SD-SS Mitglied, dann TV-Fernsehstar)
- Heinrich Srbik (Universitätsprofessor, Akademiepräsident)
- Johann Karl Stich (Jurist)
- Siegfried Tapfer (Gynäkologe, Primar)
- Leopold Tavs (illegaler Vizegauleiter Wiens bis 1938, Putschplaner vom Jänner 1938)[25]
- Hans Uebersberger (Universitätsprofessor, Rektor der Uni Wien)
- Ludwig Uhl (Kreisleiter Lilienfeld)
- Theodor Veiter (Universitätsprofessor)
- Josef Weinheber (Lyriker)
- Kaspar Wisotschnigg (Ortsgruppenleiter Eisenstadt)
- Helmut Wobisch (Musiker)
- Richard Wolfram (Universitätsprofessor)
- Kunibert Zinner (Bildhauer)
- Fritz Zweigelt (Botaniker)